# Álvaro Cepeda Samudio
Álvaro Cepeda Samudio, né le 30 mars 1926 à Barranquilla et mort le 12 octobre 1972 à New York, est un journaliste, écrivain et réalisateur colombien.
En Colombie et dans le reste de l'Amérique Latine, il est connu comme un auteur important et innovateur, ainsi qu'en tant que journaliste. Sa gloire est considérablement plus originale à l'extérieur de son pays d'origine, pour avoir fait partie du cercle artistique et intellectuel influent en Colombie appelé « groupe de Barranquilla », dans lequel on retrouve les journalistes Gabriel García Márquez et Alfonso Fuenmayor ou encore le peintre Alejandro Obregón. Seule une de ses œuvres, La casa grande (1962), a suscité l'intérêt au-delà du monde hispanophone, ayant été traduite dans plusieurs langues, notamment en anglais et en français.